# Парк імені воїнів-інтернаціоналістів
Парк імені воїнів-інтернаціоналістів — міський парк, що розташований у Дарницькому районі міста Києва вздовж вулиці Архітектора Вербицького. 

## Історія
Закладений у 1992 році. Площа — 6,45 га.

## Сучасний стан
Загальна кількість дерев становить 830 штук, кущів — 320 штук. Площа квітників — 820 м². Площа пішохідних доріжок — 15 000 м².
На території парку знаходиться комплексна дитячо-юнацька спортивна школа «Чемпіон», Ольгинська церква, збудована у 1988 році, та пам'ятник воїнам–інтернаціоналістам. Щорічно до пам’ятного меморіалу загиблим військовослужбовцям проводиться урочисте покладання квітів.

## Галерея

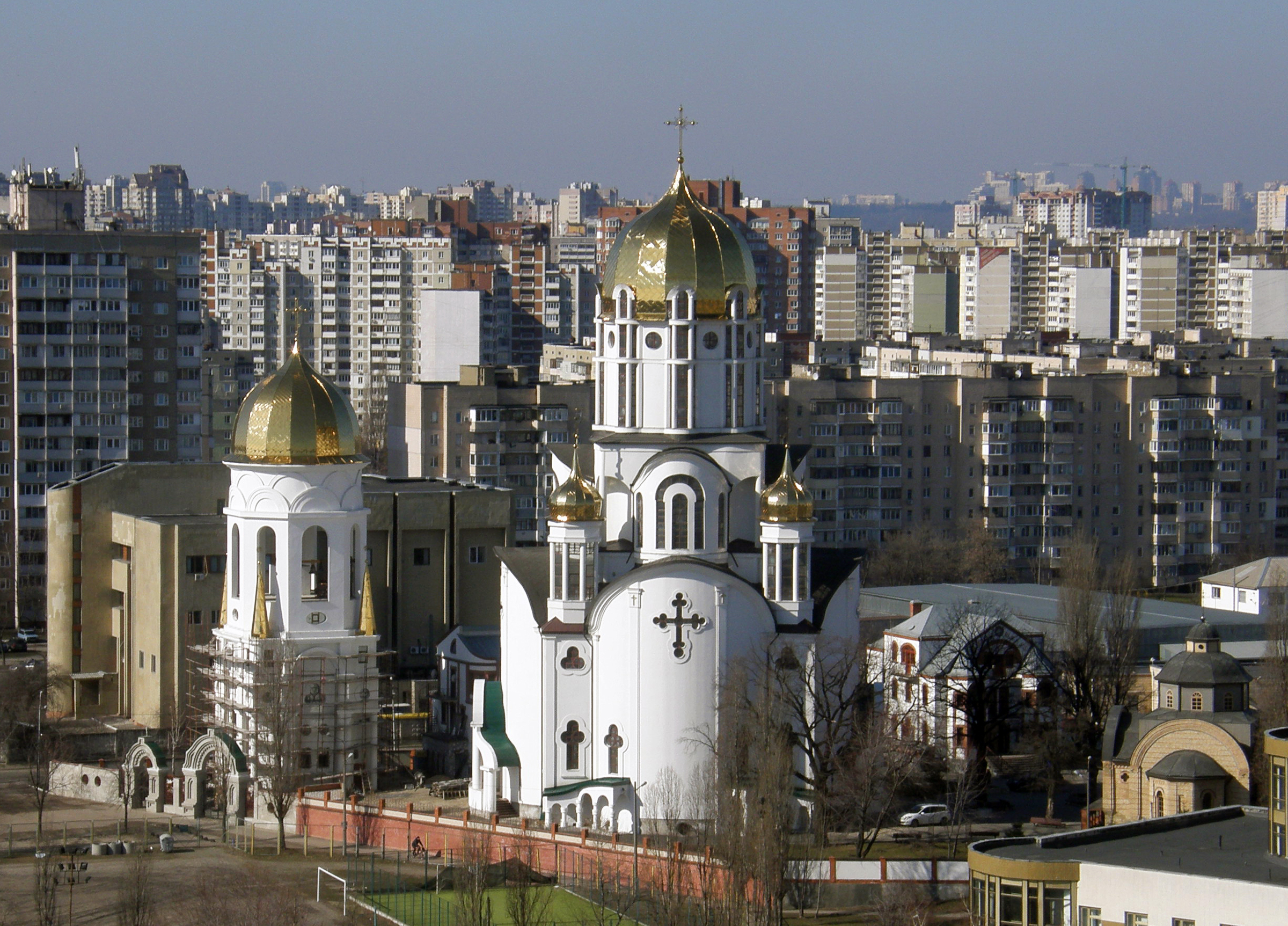
Свято-Ольгинський собор
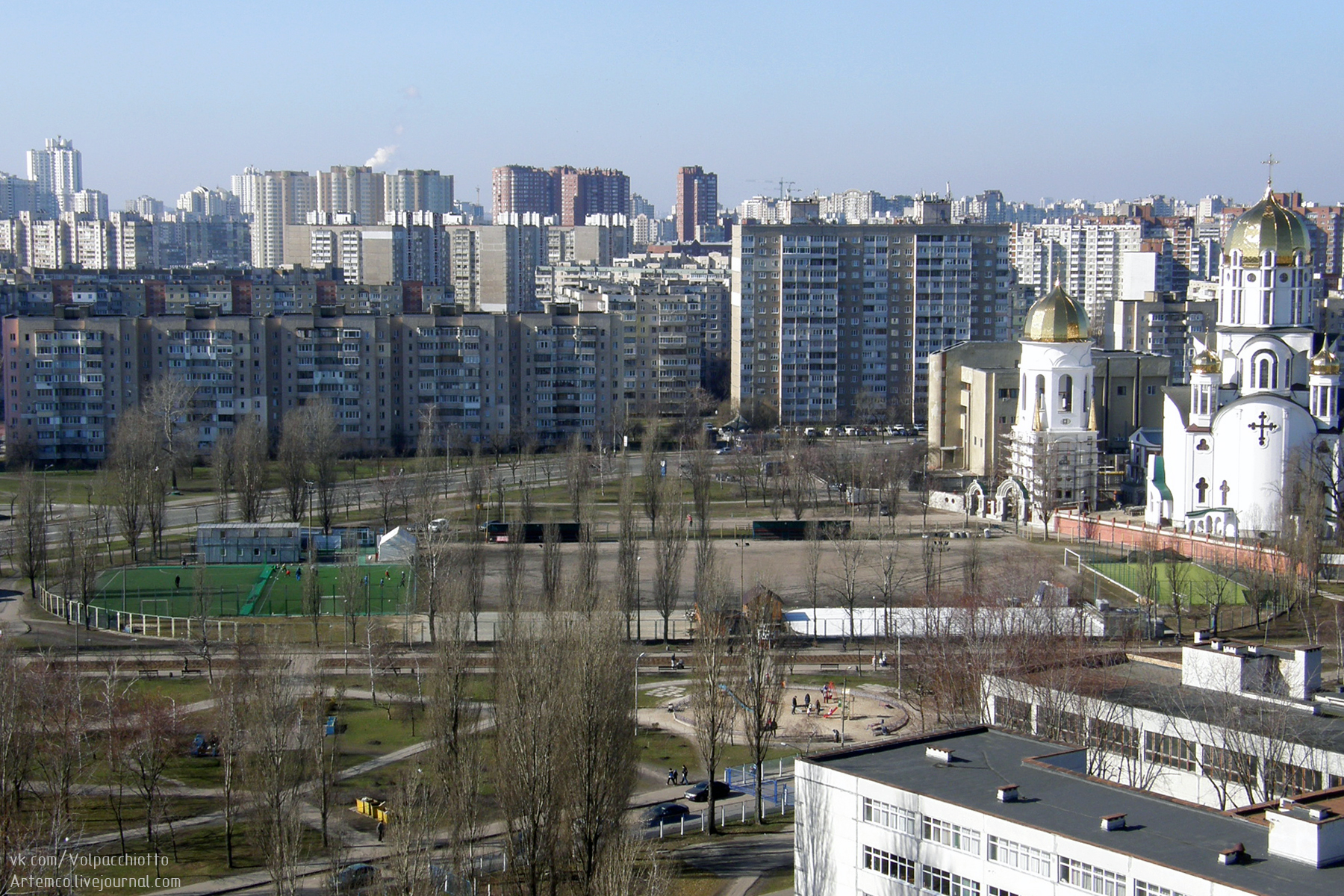
стадіон КДЮСШ «Чемпіон»
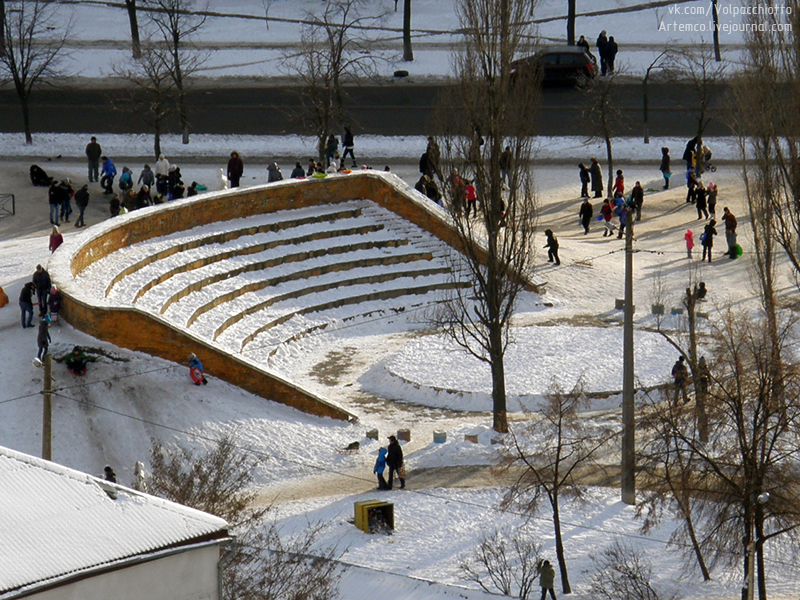
амфітеатр
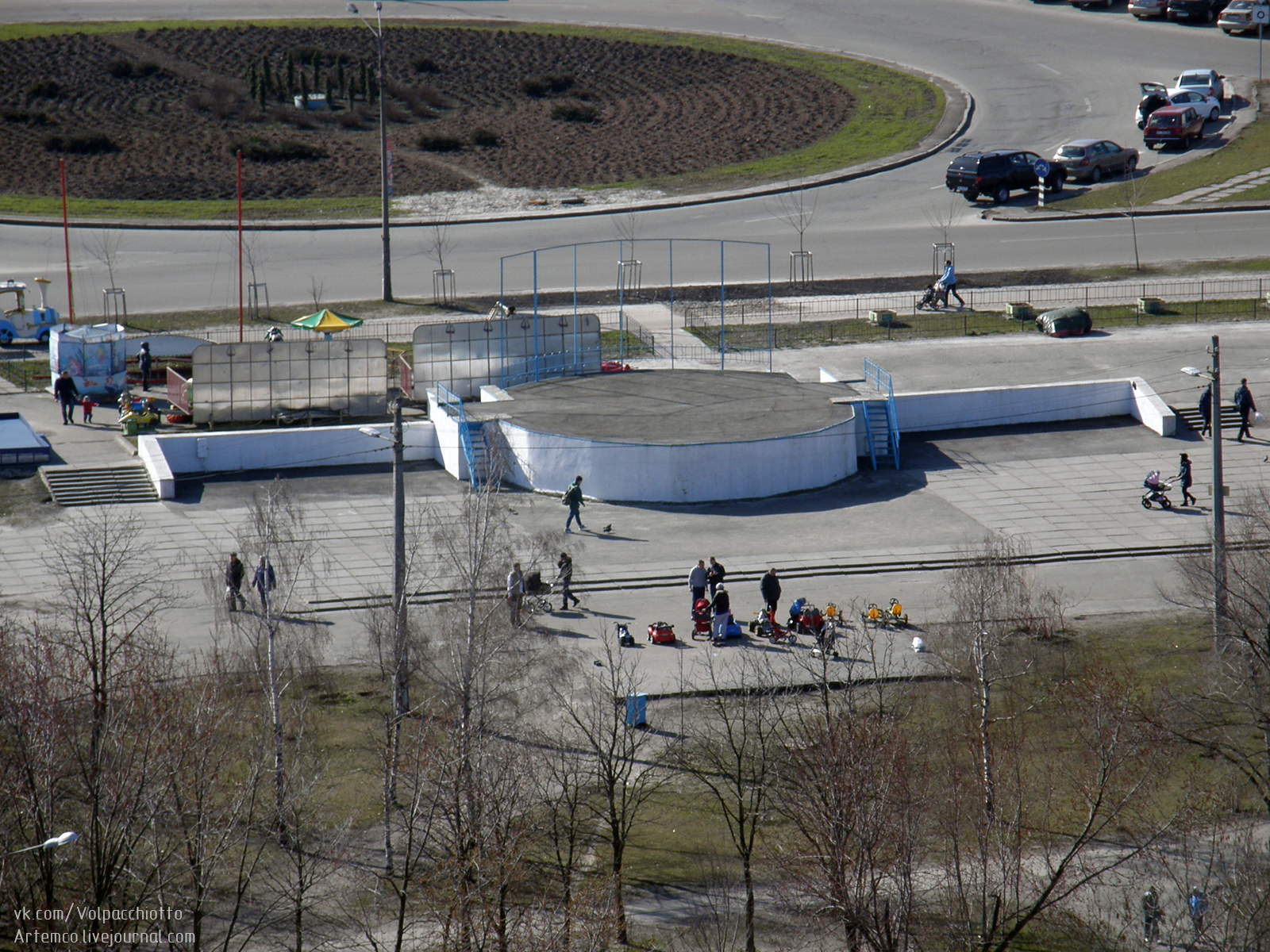
літній театр